# Power to Gas sustav (P2G)
Power to Gas (Power-to-Gas, PtG, P2G) je sustav koji koristi električnu energiju dobivenu iz obnovljivih izvora (obično vjetroelektrana ili solarnih elektrana)  za elektrolizu kojom se voda razdvaja na vodik i kisik. Kisik odlazi u atmosferu, a dobiveni vodik ima više korisnih primjena. Može se pomiješati sa zemnim plinom, koristiti u industriji i transportu ili procesom metanizacije se spajati s ugljikovim dioksidom u sintetički metan.
Kod proizvodnje električne energije iz obnovljivih izvora se javlja problem što njezina proizvodnja ovisi o vremenskim prilikama pa se ne može kontrolirati, tj. otežano je njeno planiranje. Tako dolazi i do situacija nemogućnosti prihvata sve proizvedene energije i zbog toga je potreban sustav koji bi pohranjivao dobivenu energiju kada ona nadmašuje potražnju. Power to gas je tako jedan od načina skladištenja električne energije kao prijelaznog oblika u stalni oblik (unutarnja energija vodika). Time se povezuju električna i plinska mreža.

## Princip rada
Više tehnologija i procesa mora biti povezano za funkcioniranje P2G sustava. Najvažniji procesi su elektroliza i metanizacija. 

##### Elektroliza vode
Elektroliza vode za proizvodnju vodika je jezgra procesa P2G sustava. U elektrolizeru se voda elektrokemijskim postupkom elektrolize pomoću električne energije, tj. vanjskog izvora napona razlaže na kisik i vodik. 
Kemijska formula elektrolize vode:
2 H2O(l) → 2 H2(g) + O2(g)

##### Metanizacija
Metanizacijom vodika se ranije proizvedeni ugljikov dioksid uzima iz zraka te zatim spaja s vodikom da bi nastao metan. Izgaranjem tog metana će ponovo ugljikov dioksid biti produkt. Tako se zatvara ciklus CO2 u prirodi, oslobođeni CO2 se na taj način reciklira. Nastali plin je sintetički metan koji se direktno šalje u plinovod. Može se proizvesti pomoću klasičnog kemijskog procesa ili novije tehnologije, korištenjem biološke katalize. Kod nje se koriste metanogene bakterije kojima se daje ugljikov dioksid i vodik pa one metanogenezom proizvode metan. 
Kemijska formula: CO2 + 4H2 -> CH4 + 2 H2O

## Učinkovitost
U procesu elektrolize je oko 80% unesene energije pretvoreno u vodik. Kod metanizacije je učinkovitost također oko 80 %. Učinkovitost pretvorbe: električna energija→plin→električna energija je oko 40%. Ta brojka može biti povećana daljnjim razvojem tehnologija i istraživanjima kako bi Power to gas sustav postao još isplativiji.
| Gorivo                                                                    | Učinkovitost | Uvjeti                                                        |
| ------------------------------------------------------------------------- | ------------ | ------------------------------------------------------------- |
| Električna energija → Plin                                                |              |                                                               |
| Vodik                                                                     | 54-72 %      | kompresija na 200 bar (radni tlak većine spremišta plina)     |
| Metan (SNG)                                                               | 49-64 %      | kompresija na 200 bar (radni tlak većine spremišta plina)     |
| Vodik                                                                     | 57-73 %      | kompresija na 80 bar (tlak transportnog plinovoda)            |
| Metan (SNG)                                                               | 50-64 %      | kompresija na 80 bar (tlak transportnog plinovoda)            |
| Vodik                                                                     | 64-77%       | bez kompresije                                                |
| Metan (SNG)                                                               | 51-65 %      | bez kompresije                                                |
| Električna energija → Plin → Električna energija                          |              |                                                               |
| Vodik                                                                     | 34-44 %      | s 60% proizvodnje električne energije i kompresijom na 80 bar |
| Metan (SNG)                                                               | 30-38 %      | s 60% proizvodnje električne energije i kompresijom na 80 bar |
| Električna energija → Plin → Električna energija i toplina (kogeneracija) |              |                                                               |
| Vodik                                                                     | 48-62 %      | 40% električne energije, 45% topline i kompresija na 80 bar   |
| Metan (SNG)                                                               | 43- 54%      | 40% električne energije, 45% topline i kompresija na 80 bar   |

## Područja upotrebe

#### Alternativna goriva u transportu
P2G nudi nove mogućnosti u sektoru transporta čime se smanjuje emisija CO2 i ostalih zagađivača tako da se fosilna goriva zamijene onima proizvedenima pomoću obnovljivih izvora energije, tj. gorivima dobivenim iz P2G sustava. Uz to je i bitna činjenica da tako proizvedena goriva zahtijevaju manje iskorištavanje zemljišta od biogoriva proizvedenih od biljaka. Vodik i metan dobiveni pomoću obnovljivih izvora se i lakše proizvode od biogoriva.

#### P2G u industriji
Vodik proizveden elektrolizom koristeći električnu energiju iz obnovljivih izvora može zamijeniti vodik koji se sada dobiva iz fosilnih goriva i tako se također smanjuje emisija CO2. Taj vodik se može koristiti u rafinerijama goriva, kemijskoj industriji ili pak čeličanama. 
Metan dobiven pomoću P2G sustava može zamijeniti zemni plin koji se vadi iz nalazišta.

#### Gorivo za grijanje
Plin proizveden koristeći obnovljive izvore energije se šalje kroz infrastrukturu prirodnog plina koja se koristi za grijanje kućanstava. Taj plin može potpuno zamijeniti zemni plin koji se sada koristi. Posebno učinkovita upotreba energije u ovom kontekstu je u kombiniranju toplana i elektrana.

#### P2G kod dugoročnog skladištenja energije dobivene iz obnovljivih izvora
Power to Gas sustav ima veliki potencijal pohrane energije zbog velikog kapaciteta skladištenja koji ima mreža prirodnog plina. Ako je potrebno, plin proizveden P2G tehnologijom može ponovo biti pretvoren u električnu energiju u plinskim elektranama ili u kogeneracijskom postrojenju.

## Prednosti
- Sposobnost pohrane velikih količina energije na duže periode
- Fleksibilnost za sistem električne energije iz obnovljivih izvora čime oni postaju stabilniji i kontroliraniji izvor energije
- Koristi već postojeću infrastrukturu, npr. plinovode, spremnike plina i elektrane
- Proizvodnjom plina pomoću obnovljivih izvora energije se smanjuje emisija CO2

## Vanjske poveznice
- Brief introduction to Power to Gas in Germany  Arhivirana inačica izvorne stranice od 20. prosinca 2016. (Wayback Machine)
- Power to Gas, Uniper Energy Storage GmbH  Arhivirana inačica izvorne stranice od 27. studenoga 2016. (Wayback Machine)
- Power to Gas - Overview  Arhivirana inačica izvorne stranice od 21. prosinca 2016. (Wayback Machine)
- Power to gas, The future of energy  Arhivirana inačica izvorne stranice od 20. prosinca 2016. (Wayback Machine)